# Oenothera catharinensis
Oenothera catharinensis är en dunörtsväxtart som beskrevs av Jacques Cambessèdes. Oenothera catharinensis ingår i släktet nattljussläktet, och familjen dunörtsväxter. Inga underarter finns listade i Catalogue of Life.